# Rengle de Guitart Fortuny
El Rengle de Guitart Fortuny és un conjunt de Sabadell (Vallès Occidental) protegit com a Bé Cultural d'Interès Local.

## Descripció
Rengle d'habitatges modestos de planta baixa i pis, situat a l'eixample Covadonga. Es tracta d'un tram de carrer totalment uniforme on les façanes s'estructuren a partir de dos eixos verticals. En un se situa la porta d'accés a la planta baixa i un balcó al primer pis i en l'altre una finestra també a la planta baixa.
Les obertures són rectangulars i un emmarcament d'obra. L'excepció es troba en la part inferior dels emmarcaments de les portes, que són de pedra.